# April, and a Flower
April, and a Flower (с англ. — «Апрель и Цветок»); (кор. 사월, 그리고 꽃; ром: sawol, geuligo kkoch) — дебютный мини-альбом южнокорейского певца Чена. Он был выпущен 1 апреля 2019 года лейблом S.M. Entertainment. Альбом содержит шесть треков, включая ведущий сингл «Beautiful Goodbye». Альбом доступен в трех версиях: «April», «Flower» и стандартной версии альбома «Kihno».

## Предпосылки и релиз
8 марта сообщалось, что Чен выпустит свой первый сольный альбом в апреле. 19 марта было показано название альбома April, and a Flower, дата выпуска и обложка. Предварительный заказ трех версий альбома начался в тот же день. 21 марта была выпущена подробная тизерная фотография графика. 22 марта был выпущен трек-лист[7] и подробная информация об альбоме.
25 марта были выпущены три тизера. 26 марта были выпущены дополнительные три тизера. 29 марта  был выпущен первый тизер клипа «Beautiful Goodbye». 30 марта были выпущены две дополнительные тизерные фотографии.
1 апреля было выпущено официальное музыкальное видео «Beautiful Goodbye» и альбом. 5 апреля было выпущено вертикальное видео «Beautiful Goodbye». 8 апреля был выпущен визуальный видеоролик «Flower». 19 апреля был выпущен рукописный видеоролик «Beautiful Goodbye», в котором поклонники Чэна приняли участие в написании текстов песен на бумаге и сняли на него видео.

## Промоушен
1 апреля Чен провел шоукейс, где рассказал о процессе создания альбом и провел выступление, певец также впервые исполнил ведущий сингл «Beautiful Goodbye». В тот же день он провел мероприятие под названием «Chen’s April Busking» в торговом центре Coex Artium, где он обсудил с поклонниками каждый трек альбома и исполнил «Sorry Not Sorry» и Beautiful Goodbye». Чен начал продвигаться на музыкальных программах в течение одной недели, начиная с 5 апреля 2019 года, и в результате добился первого места на двух музыкальных программах. 6 апреля певец провел фан-митинг в Синчоне и 20 апреля в Пусане и Тэгу.

## Трек-лист
| №                   | Название | Текст песни              | Музыка                                      | Arrangement             | Длительность |
| ------------------- | --- | ------------------------ | ------------------------------------------- | ----------------------- | ------------ |
| 1.                  | «Flower» (꽃; Kkot) | Kim Jong-dae JQ          | Kim Je-hwi                                  | Kim Je-hwi              | 4:01         |
| 2.                  | «Beautiful Goodbye» (사월이 지나면 우리 헤어져요; Sawor-i Jinamyeon Uri He-eojyeoyo; lit : After April, We Are Separated) | Jisoo Park (153/Joombas) | MooF (153/Joombas) Jisoo Park (153/Joombas) | MooF (153/Joombas)      | 4:29         |
| 3.                  | «Sorry Not Sorry» (하고 싶던 말; Hago Shibdeon Mal; lit : What You Want To Say)                                           | Paul Kim                 | Phenomenotes                                | Song Young-joo          | 4:26         |
| 4.                  | «Love Words» (사랑의 말; Sarang-e Mal; lit : A Word Of Love)                                                              | Kenzie                   | Kenzie                                      | Kenzie                  | 3:36         |
| 5.                  | «I'll Be There» (먼저 가 있을게; Meonjeo Ga Isseulge; lit : I'll Be There First)                                          | Min Yeon-jae             | KingMing                                    | KingMing                | 4:12         |
| 6.                  | «Portrait of You» (널 그리다; Neol Geurida; lit : Draw You)                                                               | Seo Ji-eum               | Andreas Stone Johansson Ricky Hanley        | Andreas Stone Johansson | 4:12         |
| Общая длительность: | Общая длительность: | Общая длительность:      | Общая длительность:                         | Общая длительность:     | 25:04        |

## Чарты
| Чарты (2019)                             | Высшая позиция |
| ---------------------------------------- | -------------- |
| French Digital Albums (SNEP)             | 33             |
| Japanese Albums (Oricon)                 | 51             |
| Japan Hot Albums (Billboard)             | 34             |
| Japanese Top Download Albums (Billboard) | 9              |
| Japanese International Albums (Oricon)   | 7              |
| South Korean Albums (Gaon)               | 2              |
| Великобритания (UK Digital Albums Chart) | 92             |
| США (Billboard Top Heatseekers Albums)   | 7              |
| США (Billboard Independent Albums)       | 33             |
| США (Billboard World Albums)             | 3              |

## Продажи
| Регион                         | Продажи |
| ------------------------------ | ------- |
| Республика Корея (Gaon)        | 212,471 |
| Китай (QQ Music)               | 90,000  |
| Япония (Oricon)                | 3,220   |
| Великобритания (Nielsen Music) | 1,000   |

## Награды и номинации
| Год  | Организатор        | Категория   | Номинация           | Результат | Ссылка |
| ---- | ------------------ | ----------- | ------------------- | --------- | ------ |
| 2020 | Golden Disk Awards | Диск Бонсан | April, and a Flower | Номинация | [ 28 ] |
| 2020 | Golden Disk Awards | Диск Бонсан | April, and a Flower | Номинация | [ 28 ] |
| 2020 | Golden Disk Awards | Бонсан      | «Beautiful Goodbye» | Номинация | [ 28 ] |

### Музыкальные программы
| Песня               | Программа              | Дата            | Ссылка |
| ------------------- | ---------------------- | --------------- | ------ |
| «Beautiful Goodbye» | Show! Music Core (MBC) | 13 апреля, 2019 | [ 29 ] |
| «Beautiful Goodbye» | Inkigayo (SBS)         | 14 апреля, 2019 | [ 30 ] |